# Hindustan Motors

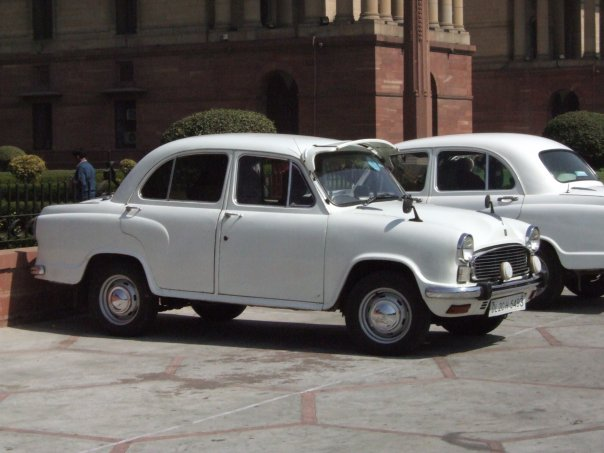
En Hindustan Ambassador.

Hindustan är en indisk biltillverkare. Hindustan har bland annat tillverkat modellerna Hindustan Ambassador (baserad på Morris Oxford III) och Contessa (baserad på Vauxhall Victor FE). Bolaget är licenstillverkare av Mitsubishis modeller Pajero och Lancer.

## Historia
Hindustan grundades 1942 och började licenstillverka brittiska nyttofordon 1944 och från 1946 även Morris personbilar. När Morris Oxford introducerades 1959 i Storbritannien började Hindustan tillverkade den äldre Oxford-modellen från 1956. Denna modell kom att byggas fram till 2014 under namnet Hindustan Ambassador. Den har inte minst kommit att användas som taxi och som tjänstebil för statsanställda. Modellen blev mycket populär i Indien. Utbudet breddades med licenstillverkning av Vauxhall Victor som såldes som Hindustan Contessa.
Sedan 1998 driver Hindustan tillsammans med Mitsubishi en fabrik i Tiruvallur utanför Chennai. 